# Carex ensifolia
Carex ensifolia là một loài thực vật có hoa trong họ Cói. Loài này được Turcz. ex Besser mô tả khoa học đầu tiên năm 1834.